# Blaesoxipha steyskali
Blaesoxipha steyskali är en tvåvingeart som beskrevs av Thomas Pape 1994. Blaesoxipha steyskali ingår i släktet Blaesoxipha och familjen köttflugor.
Artens utbredningsområde är Michigan. Inga underarter finns listade i Catalogue of Life.